# Bergbau im Kreis Coesfeld

Städte und Gemeinden im Kreis Coesfeld

Der Bergbau im Kreis Coesfeld fokussierte sich auf den Abbau von Strontianit im 19. und 20. Jahrhundert. Der Abbau von Steinkohle war projektiert, wurde jedoch nicht realisiert.

## Geschichte
In der Gemeinde Ascheberg wurde Strontianit zwischen 1860 und 1945 abgebaut. Zu den Bergwerken zählte die Grube Mathilde. Als letzte wurde die Grube auf dem Hof Wickensack in Aschenberg geschlossen.
Das Bergwerk Donar war ursprünglich als Anschlussbergwerk der Zeche Radbod vorgesehen. Hierzu wurden die Schächte Radbod 6 und 7 in Herbern, Ascheberg, abgeteuft. Der Schacht 6 wurde mit Schacht 5 des Bergwerks Radbod durch einen über fünf Kilometer langen Querschlag verbunden. Die Lagerstätte enthält 100 Millionen Tonnen Steinkohle. Sie ist im Kern großflächig, weitestgehend frei von geologischen Störungen und Verwerfungen. Aus Gründen der Wirtschaftlichkeit wurde der Abbau bislang nicht realisiert. Schacht 6 wurde bis auf 1350 m abgeteuft, und nach Ende der Wasserhaltung auf Radbod 2013 verfüllt. Schacht 7 etwa 1,5 km westlich wurde bei 55 m gestundet und 1992 verfüllt.